# 赵秀珍
赵秀珍（1966年6月—），女，北京人，中华人民共和国外交官，现任中华人民共和国驻达沃总领事。

## 生平
1988年，赵秀珍进入中华人民共和国外交部工作，曾任驻波兰大使馆政务参赞兼首席馆员、全国政协外事委员会办公室副主任。2016年3月，出任中华人民共和国驻革但斯克总领事。2020年，任外交部政策规划司参赞。2023年6月，出任中华人民共和国驻达沃总领事。